# Bataille de San Juan de Ulúa (1568)
Pour la bataille du même nom ayant lieu pendant la guerre de la pâtisserie (1837), voir bataille de San Juan de Ulúa.
Guerre anglo-espagnole (1585-1604)
Batailles
- San Juan de Ulúa
- Saint-Domingue
- Carthagène des Indes (en)
- Saint-Augustine
- Puerto Caballos (1er) (en)
- San Mateo (en)
- Guadeloupe (en)
- San Juan (1re) (en)
- Pinos (en)
- San Juan (2e) (en)
- Portobello (en)
- Puerto Caballos (2e) (en)

Açores et îles Canaries :
- Bataille des Açores
- Île Terceira
- Flores
- Las Palmas (en)
- Ferrol - Açores (en)

Eaux européennes :
- Cadix (1er)
- Calais - Gravelines
- La Corogne - Lisbonne
- Détroit de Gibraltar (1er) (en)
- Détroit de Gibraltar (2e) (en)
- Berlengas (en)
- Golfe d'Almería (en)
- Golfe de Gascogne (en)
- Cornouailles
- Cadix (2e)
- Sesimbra (en)
- Dover Strait (en)
- Golfe de Cadix (en)

Allemagne et Pays-Bas :
- Mons
- Goes
- Haarlem
- Schoonhoven (en)
- Gembloux
- Rijmenam
- Noordhorn
- Eindhoven (en)
- Arnhem (en)
- Zutphen
- L'Écluse (en)
- Berg-op-Zoom
- Rheinberg (en)
- Breda
- Deventer
- Groenlo (1er)
- Lippe (en)
- Turnhout
- Bredevoort (en)
- Groenlo (2e)
- Nieuport
- Ostende

France :
- Arques
- Paris
- Rouen
- Craon
- Blaye
- Fort Crozon
- Le Catelet
- Doullens
- Calais (2e) (en)
- Amiens

Irlande :
- Carrigafoyle
- Smerwick (en)
- Côte ouest irlandaise
- Kinsale
- Castlehaven (en)

La bataille de San Juan de Ulúa aboutit à la fin désastreuse de la campagne d'une flottille corsaire anglaise composée de 6 navires qui se déroula entre 1567 et 1568, violant systématiquement la trêve conclue entre Philippe II d'Espagne et Élisabeth Ire d'Angleterre, attaquant les villages côtiers des Antilles  et les navires marchands espagnols, et pratiquant la traite d'esclaves et le commerce illégal dans les eaux de l'Amérique espagnole.

## Déroulement
La flotte anglaise était composée de six navires : Jesus of Lubeck avec Hawkins, Minion avec John Hampton, William and John avec Thomas Bolton et le Judith avec Drake ; il y avait en outre deux navires plus petits, Angel et Swallow.
Après près d'un an de pillages, ils décidèrent d'ancrer le 15 septembre 1568 dans le port de San Juan de Ulúa pour réparer et obtenir des vivres pour le voyage de retour.
Le 17 septembre, une flotte d'escorte de la marine espagnole fit escale dans le même port pendant que les Anglais étaient en train de ravitailler.

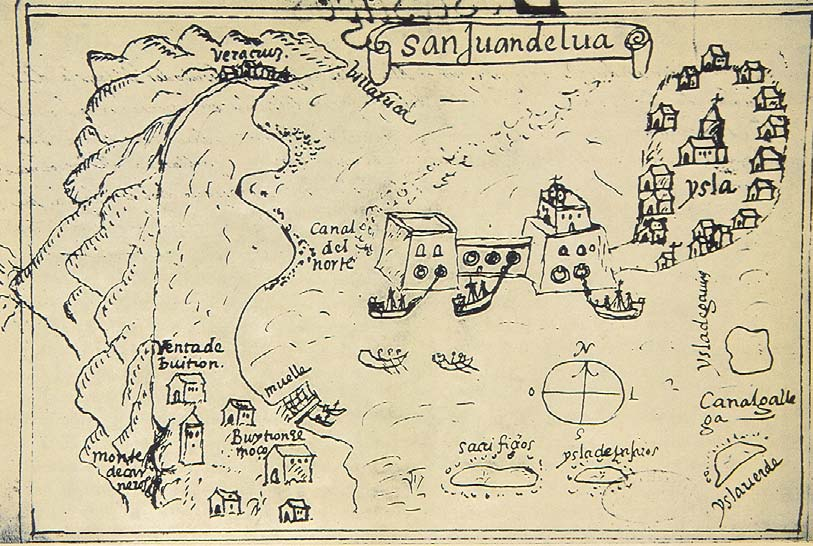
La forteresse de San Juan de Ulúa et ses environs, plan du XVIe siècle

Au début, les Anglais ne craignirent pas pour leur sécurité, car ils avaient plusieurs otages qui avaient confondu leur flotte avec une autre espagnole, ils arrivèrent à un début d'accord avec le vice-roi Martin Enriquez de Almansa. À ce moment-là, les Anglais crurent que la trêve, tant de fois violée par eux durant leurs attaques contre des navires marchands sans défense, serait respectée par les Espagnols à cette occasion.
Mais Lujan avait été informé des excès de la flotte anglaise.
Après plusieurs tentatives d'accord, la rencontre se termine le 23 septembre par une fulgurante attaque des Espagnols sur les corsaires anglais, qui perdent 4 navires et 500 hommes. Les Espagnols capturent en outre les gains des pillages d'un an des Britanniques.
Le hasard fait que les deux seuls navires à en réchapper sont ceux de Drake et Hawkins, qui prennent immédiatement la fuite pendant que leurs hommes se battaient avec la flotte espagnole, ce qui est interprété par ceux-ci comme un acte de lâcheté.
Bien qu'ils aient réussi à s'enfuir, leurs navires étaient endommagés, et ils n'hésitèrent pas à abandonner certains de leurs hommes pour économiser les vivres. Drake arrive en Angleterre en janvier 1569, et annonce la mort de Hawkins. Mais, un mois plus tard, Hawkins arriva en Angleterre également.